# Tulsipur (Nepal)
Tulsipur (in lingua nepali: तुल्सीपुर) è una municipalità del Nepal situata nella provincia di Lumbini.